# Sprattus muelleri
Sprattus muelleri és una espècie de peix pertanyent a la família dels clupeids.

## Descripció
- Pot arribar a fer 13 cm de llargària màxima (normalment, en fa 10).
- 13-21 radis tous a l'aleta dorsal i 12-23 a l'anal.
- Nombre de vèrtebres: 43-47.[3][4]

## Reproducció
Té una temporada de fresa pel que sembla al voltant de l'illa del Sud del juliol al gener.

## Hàbitat
És un peix marí, pelàgic-nerític i de clima subtropical (33°S-51°S, 165°E-180°E) que viu entre 28 i 110 m de fondària.

## Distribució geogràfica
Es troba al Pacífic sud-occidental: Nova Zelanda.

## Observacions
És inofensiu per als humans.